# Reforma Radical
A Reforma Radical foi um movimento religioso do século XVI. Tratou-se de uma resposta tanto para a corrupção na Igreja Católica quanto a reforma magisterial expansiva promovida pelo Protestantismo de Martinho Lutero e vários outros. Começando na Alemanha e na Suíça, a reforma radical deu origem a vários grupos protestantes radicais pela Europa.
A adesão à doutrina da Igreja de crentes é uma característica comum da definição de uma igreja evangélica no sentido estrito.

## Origens

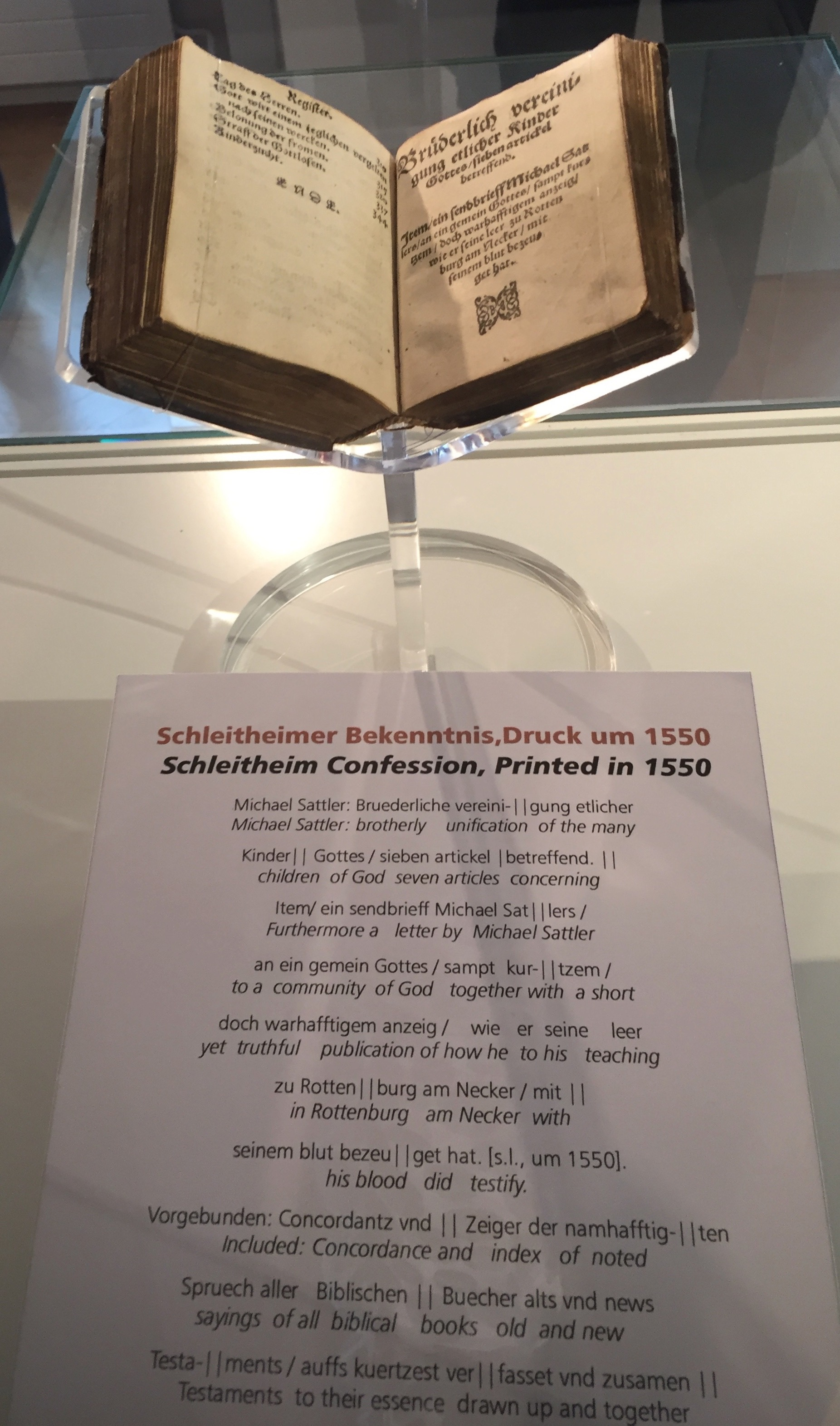
Confissão de Schleitheim impressa em 1550, exposta na Sala Anabatista do Museu de História Local em Schleitheim, Suíça.

Nem todas as teses de Lutero foram aceitas por pessoas que abraçaram a Reforma Protestante. Em razão disso, aconteceu a Reforma Radical, ou seja, das igrejas protestantes que desejavam "voltar às raízes" (daí o termo radical). Estes consideram insuficientes a separação da Igreja Católica, e buscavam ter uma igreja independente e autônoma. A Confissão de Schleitheim, publicada em 1527 pelos irmãos suíços, um grupo de anabatistas, incluindo Michael Sattler, em Schleitheim é uma publicação que difundiu esta doutrina. Nesta confissão, o batismo do crente depois de uma profissão de fé e a Igreja de crentes são considerados como fundações teológicos essenciais. Podemos citar destes, três principais movimentos: 
- Os anabatistas (eram os mais influentes dos reformadores radicais de sua época. Eles se espalharam por toda a Europa e ficaram conhecidos como Menonitas).
- Os espirituais ou espiritualistas (também conhecidos como Radicais Místicos, pequenos grupos informais seguidores de Sebastian Franck e Kaspar Schwenckfeld).
- Os antitrinitários pentecostais (sabelianos, patripassianistas, modalistas, unicistas). Os antitrinitários serventistas (socinianos, unitarianos). E os antitrinitários biteístas (arianos, semiarianos, racionalistas, subordinacionistas…)[3]